# 李俊杰 (1968年)
李俊杰（1968年4月—），男，汉族，中华人民共和国政治人物，中国共产党党员。曾任国家移民管理局（中华人民共和国出入境管理局）党组成员、副局长，一级警监警衔。现任云南省人民政府党组成员、省公安厅党委书记。